# Freakshow (radio)
Freakshow var et radioshow på The Voice.
En del af showet var den fiktive karakter Ole Møgdahl, spillet af Jens-Christian Wandt, der ringede folk op og lavede telefonfis.
Efter et omdiskuteret lagkagekast mod en bagerjomfru i 2005 blev det lukket ned og erstattet af Jan Elhøjs morgenkomplot. Radiostationen blev anklaget for vold pga. episoden.

## Værter
- Michael Bernhard
- Allan Kjærgaard
- Dennis Ravn
- Lille Lars
- Julie Lund
- Julie Rugaard
- Mille Matthiassen
- Christian Fuhlendorff